# 亞洲星光大道
《亞洲星光大道》，為香港亞洲電視製作的歌唱選秀節目系列，2009年7月19日起於本港台首播，以高清技術拍攝，首三屆由曾寶儀及林曉峰主持，第四屆由朱慧珊主持，第五屆則由張啟樂主持。
節目表明以台灣中國電視公司受歡迎節目《超級星光大道》為藍本，並已取得中視授權。而同期重要對手為無綫電視製作的同類節目《超級巨聲》。第一屆的後期，製作單位成立了「星光歌迷會」，作為節目與觀眾的橋樑，向支持者送出現場觀賞門劵及禮品。
節目由黑妹牙膏冠名贊助，冠名後的名稱為《黑妹活力清爽牙膏特約：亞洲星光大道》。

## 歷屆賽事

### 比賽結果
| 屆數 | 播映日期                      | 集數 | 冠軍   | 亞軍          | 季軍         | 第四名 | 第五名        | 第六名        | 最佳台風獎   |
| ---- | ----------------------------- | ---- | ------ | ------------- | ------------ | ------ | ------------- | ------------- | ------------ |
| 1    | 2009年7月19日— 2009年12月27日 | 20+3 | 羅力威 | 亢帥克        | 蔡梓銘       | 陳蕾   | 古卓文        | 冼棨豪        | 古卓文       |
| 2    | 2010年1月3日— 2010年6月20日   | 23   | 彭遠揚 | 鄭苑瑛        | 天龍         | 李建龍 | 王忠傑        | 黃慶堯        | 黃慶堯       |
| 3    | 2010年6月27日— 2010年12月12日 | 20+2 | 楊麗珊 | 鄭昆洪        | 盧思穎       | 譚焌釗 | 李麗珊        | JAC           | 李麗珊       |
| 4    | 2011年10月8日— 2012年2月25日  | 17   | 李俊華 | 林巧燕 馬星   | 李創偉       | 鄭漢興 | 王力恒        | 池浩蔚 何希雯 | 林巧燕、馬星 |
| 5    | 2012年6月17日－ 2012年11月4日 | 18   | 舒宇   | 李軒龍 趙珊珊 | Diamondfreak | 張偉晉 | Style Project | 吳卓烽 曾子恩 | Diamondfreak |

### 第一屆：亞洲星光大道
- 2009年7月19日開始的第一屆《亞洲星光大道》於2009年5月31日和2009年6月21日在大埔亞視總台進行海初選，而在2009年6月中旬亦先後於廣州和澳門進行初選。
- 本屆總共有24組（25名）入圍選手，經過六個月的比賽後，最後在2009年12月6日進行冠軍爭霸戰（總決賽）現場直播，羅力威獲冠軍。
- 最後進入總決賽的星光七強分別為:李昊嘉、蔡梓銘、冼棨豪、陳蕾、亢帥克、羅力威、古卓文
（依總決賽當日編號排序，編號用作SMS人氣投票、羅力威勝出）。
- 十強最終排名：羅力威、亢帥克、蔡梓銘、陳蕾、古卓文、冼棨豪、李昊嘉、黃文韜、戴畹旂、安俊豪。

### 第二屆：亞洲星光大道2
- 2010年1月3日開始的《亞洲星光大道2》，分別於2009年10月25日及2009年11月15日在大埔亞視總台進行兩次初選。
- 本屆總共有26名入圍選手，經過六個半月的比賽後，最後在2010年6月20日進行冠軍爭霸戰（總決賽）現場直播，彭遠揚獲冠軍。
- 最後進入總決賽的星光六強分別為:彭遠揚、天龍、鄭苑瑛、王忠傑、黃慶堯、李建龍。
- 十強最終排名：彭遠揚、鄭苑瑛、天龍、李建龍、王忠傑、黃慶堯、陳美恩、林元彪、趙敬一、胡柏琳。

### 第三屆：亞洲星光大道3
- 2010年6月27日開始的《亞洲星光大道3》，分別於2010年5月19日在廣州荔灣區進行內地賽區第一輪海選和2010年5月23日在大埔亞視總台進行港澳賽區第一輪海選。
- 本屆賽事將會實行類似第六屆《超級星光大道》的師徒賽制，由肥媽、周國豐、吳國敬、張佳添四人帶隊授徒，進行初部份分組對抗賽。
- 本屆總共有21組（23名）入圍選手，經過六個月的比賽後，最後在2010年12月12日進行冠軍爭霸戰（總決賽）現場直播，楊麗珊獲冠軍。
- 最後進入總決賽的星光六強分別為：楊麗珊、譚焌釗、鄭昆洪、盧思穎、李麗珊、JAC。
- 十強最終排名：楊麗珊、鄭昆洪、盧思穎、譚焌釗、李麗珊、JAC、陳曙輝、陳啟榮、馮士庫、李雯珊。

### 第四屆：亞洲星光大道4 跳舞吧
- 2011年10月8日開始的《亞洲星光大道4 跳舞吧》，第四屆比賽於2011年7月底至8月28日期間全球公開招募
- 本屆總共有28組入圍選手，經過六個月的比賽後，最後在2012年2月25日進行冠軍爭霸戰（總決賽）現場直播，李俊華獲冠軍。
- 最後進入總決賽的星光十四強分別為：劉兆豐、潘俊維、李創偉、李俊華、梁景煌、王力恒、林巧燕&馬星、劉晴欣、羅鐘鈺、鄭漢興、陳駿傑、丁瀚良、池浩蔚&何希雯、麥卓杰&張樂兒。
- 十強最終排名：李俊華、林巧燕&馬星、李創偉、鄭漢興、王力恒、池浩蔚&何希雯、羅鐘鈺、劉晴欣、丁瀚良、劉兆豐。

### 第五屆：亞洲星光大道5 跳舞吧
- 2012年6月17日開始的《亞洲星光大道4 跳舞吧》，第五屆比賽於2012年4月8日至5月初期間全球公開招募
- 本屆總共有20組入圍選手、8組勁舞天團、7組社交舞蹈團，經過六個月的比賽後，最後在2012年10月28日至11月4日進行冠軍爭霸戰（總決賽），舒宇獲冠軍。
- 最後進入總決賽的星光十一強分別為：蔡詠儀、Y2、張偉晉、舒宇、李鎮華、Diamondfreak、Style Project、Swagger. G、李軒龍&趙珊珊、陳冠龍&蔡懿瑜、吳卓烽&曾子恩。
- 十強最終排名：舒宇、李軒龍&趙珊珊、Diamondfreak、張偉晉、Style Project、吳卓烽&曾子恩、Y2、陳冠龍&蔡懿瑜、Swagger. G、蔡詠儀。

## 衍生作品

### 電視節目
| 播映日期              | 首播頻道          | 節目名稱                         | 播映時間 |
| --------------------- | ----------------- | -------------------------------- | --- |
| 2009/07/18            | 本港台            | 亞洲星光大道 製作特輯            | 晚上8:30-9:30 |
| 2009/07/28~2009/09/22 | 亞洲高清台        | 亞洲星光大道 100強實錄           | 晚上8:00-9:00 |
| 2010/03/21            | 本港台 亞洲高清台 | 3 Rock Your Dream 星光家族演唱會 | 晚上8:00-10:30 |
| 2010/07/19~2011/04/29 | 本港台            | 今夜星光燦爛                     | 星期一、二、三晚上12:45-1:15 星期四、五晚上1:15-1:45 02/07~04/29:星期一至五晚上11:30-翌日凌晨2:00於11點後特區內播出 |
| 2011/05/07~2012/02/11 | 本港台            | a Video                          | 星期六深夜12:50-星期日凌晨2:20                                                                                      |
| 2011/06/12~           | 本港台            | 亞洲星空下                       | 星期日晚上8:30-9:00 現改為星期日晚上7:30-8:00                                                                       |

### 專輯
| 唱碟名稱     | 出版日期                                           | 發行單位 | 備註                        |
| ------------ | -------------------------------------------------- | -------- | --------------------------- |
| 亞洲星光大道 | 2010年2月16日於演唱會搶先推出 2010年3月1日正式推出 | 亞洲電視 | 亞洲星光大道 (第一屆)紀念輯 |

### 演唱會
| 演唱會名稱                       | 舉行日期                     | 地點                     | 主辦單位        |
| -------------------------------- | ---------------------------- | ------------------------ | --------------- |
| 3 Rock Your Dream 星光家族演唱會 | 2010年2月16日- 2010年2月17日 | 九龍灣國際展貿中心－匯星 | 亞洲電視 3 香港 |

### 書籍
- 《亞洲星光大道I 星光一班》 （2010年7月）

部分「星光幫」成員更獲唱片公司招徠，簽約成為旗下歌手：
| 「星光幫」成員  | 唱片公司          | 出道年份 | 首張個人唱片                         | 出道歌曲 |
| --------------- | ----------------- | -------- | ------------------------------------ | -------- |
| 李昊嘉          | 自資歌手          | 2010年   | 《Give It A Go》                     | 開一扇窗 |
| 羅力威          | 英皇娛樂          | 2012年   | 香港版:《羅力威》內地版:《全職宅男》 | 全職宅男 |
| 亢帥克          | 匯映國際MusicNEXT | 2012年   | 《亢帥克SHARCO KANG》                | 十年未晚 |
| 古卓文          | 匯映國際MusicNEXT | 2012年   | 《German Ku》                        | 古著     |
| 陳蕾            | Amuse Hong Kong   | 2016年   | -                                    | 發燒     |
| 安俊豪 (李志豪) | 尚品娛樂          | 2016年   | 《WHITE》                            | 摯友     |

## 星光家族
星光家族是指參與亞洲星光大道的一眾選手，同時以星光一班、星光二班及星光三班區別不同屆別的參賽者。

## 外部連結
- 《亞洲星光大道》官方網站
- 《亞洲星光大道2》官方網站
- 《亞洲星光大道3》官方網站
- 《亞洲星光大道4》官方網站
- 《亞洲星光大道5》官方網站